# Martine Broda
Martine Broda (17 de marzo de 1947 en Nancy - 23 de abril de 2009 en París) fue una poeta, crítica literaria y traductora francesa. 

## Biografía
Después de cursar conjuntamente las carreras de letras y filosofía, Martine Broda se dedicó principalmente a la creación poética, a la traducción de poesía y en su trabajo en el CNRS, equivalente al español CSIC, a la investigación comparatista y el ensayo literario. Formó parte del equipo de la revista Action poètique. Su poética aparece marcada hondamente por el poeta judío rumano en lengua alemana Paul Celan, de quien fue introductora y primera traductora en lengua francesa, y por la tragedia del Holocausto del que fue víctima su propia familia. Parte de su obra ha sido traducida al español por el poeta Miguel Veyrat y publicada recientemente en las editoriales Losada y Linteo Poesía.
Sus restos reposan en el Cementerio de Montparnasse.

### Poesía
- Éblouissements, Flammarion, 2003
- Poèmes d'été, Flammarion, 2000
- Huit Pages à propos de la Shoah en Robert Antelme, Gallimard, 1996
- Poèmes d'Éblouissements en 29 femmes/une anthologie, Stock, 1994
- Grand jour, Belin, 1994, (l'Extrême contemporain)
- Ce recommencement, Unes, 1992 (con Frédéric Benrath)
- Passage, Lettres de Casse, 1985
- Tout ange est terrible, Clivages, 1983 (con André Marfaing)
- Double, La Répétition, 1978 (con Gisèle Celan-Lestrange)

### Traducciones
- Paul Celan, La Rose de personne / Die Niemandsrose, edición bilingüe, Le Nouveau Commerce 1979. Nueva edición, Corti, 2002.
- Paul Celan, Grille de parole, Bourgois, 1991.
- Paul Celan, Enclos du temps, Clivages, 1985.
- Nelly Sachs, Énigmes en feu, en Eli, lettres, Énigmes en feu, Belin, 1989.
- Nelly Sachs, Celle qui se met en quête, en Po&sie n° 69, 1994.
- T.S. Eliot, East Coker , (en dos cuartos), en Europe, n° 830-831, junio-julio. 1998.
- Walter Benjamin, La Tâche du traducteur, Cerf.

### Ensayos
- Pour Roberto Juarroz, Corti, 2002
- L'amour du nom , essai sur le lyrisme et la lyrique amoureuse, José Corti, 1997 (Premio de la Academia Francesa).
- Dans la main de personne, ensayo de Paul Celan, La Nuit surveillée, Cerf, 1986; nueva edición de Cerf, 2002.
- Jouve, L'Âge d'homme et Cistre, 1981.